# Václav Treitz
Václav Treitz o Wenzel Treitz (Hostomice, 9 aprile 1819 – Praga, 27 agosto 1872) è stato un patologo ceco.

## Biografia
Studiò medicina a Praga e svolse gli studi post laurea a Vienna con Joseph Hyrtl (1810-1894). Successivamente fu medico presso l'Università Jagellonica di Cracovia, tornando a Praga nel 1855, dove divenne professore e direttore dell'istituto di anatomia patologica.
Durante la sua carriera, Treitz era una figura nella lotta per il nazionalismo ceco. Nel 1872, all'età di 52 anni, si suicidò per ingestione di cianuro di potassio.
Treitz è ricordato per la sua descrizione del 1893 del muscolo sospensivo del duodeno (musculus suspensorius duodeni), successivamente chiamato "muscolo di Treitz". Questo legamento indica un fascetto legamentoso contenente fibre muscolari lisce che dal pilastro destro del diaframma si fissa sulla flessura duodeno-digiunale o angolo di Treitz, tra digiuno e duodeno.